# Гнилой ручей (приток Лапки)
Гнило́й — ручей на северо-востоке Санкт-Петербурга, во Всеволожском районе Ленинградской области (формально полностью за чертой города).

## Географические сведения
Берёт начало северо-западнее городского посёлка Янино, часть русла представлена мелиоративными канавами, в том числе участок от застройки до КАД Санкт-Петербурга. Под КАД предположительно имеется коллектор (если нет — то русло было прервано в 2004—2006 гг.). Основное русло проходит по большей части в глубоком овраге по территории Ржевского лесопарка, начинается с внутренней стороны КАД в мелиоративной форме, вода поступает в основном с водоотвода КАД и из иных, естественных, источников в лесу. Большая часть основного русла антропогенной деятельностью почти не затронута, поскольку ручей находится в лесопарковой зоне. Длина естественного участка — чуть менее 1,5 км. Ручей пересекает главную дорогу Ржевского лесопарка, через него переброшен мостик. Впадает в реку Лапку, исторически также известной под названием Жерновка. Исток находится в лесу у коттеджного посёлка Янино или, с учётом разделения русла при строительстве автодороги, с внутренней стороны от КАД. Устье находится примерно посередине между ж.д. и КАД, между двумя крупнейшими (вогнутыми на север) излучинами реки Лапки.

## История
Ручей Гнилой впервые отмечен на «Топографической карте окружности Санкт-Петербурга» 1817 года издания.
Кроме того, гидроним Гнилой ручей в числе других водотоков бассейна реки Охты присутствует в книгах по истории речной сети Санкт-Петербурга.
Наиболее свежие сведения о Гнилом ручье, не считая закрытой информации в ведении администрации Охтинского парклесхоза, содержатся в отменённых на сегодня нормативных документах.